# Hipólito Yrigoyen (Misiones)
Hipólito Yrigoyen is een plaats in het Argentijnse bestuurlijke gebied San Ignacio in de provincie Misiones. De plaats telt 2.187 inwoners.